# Palanca composta

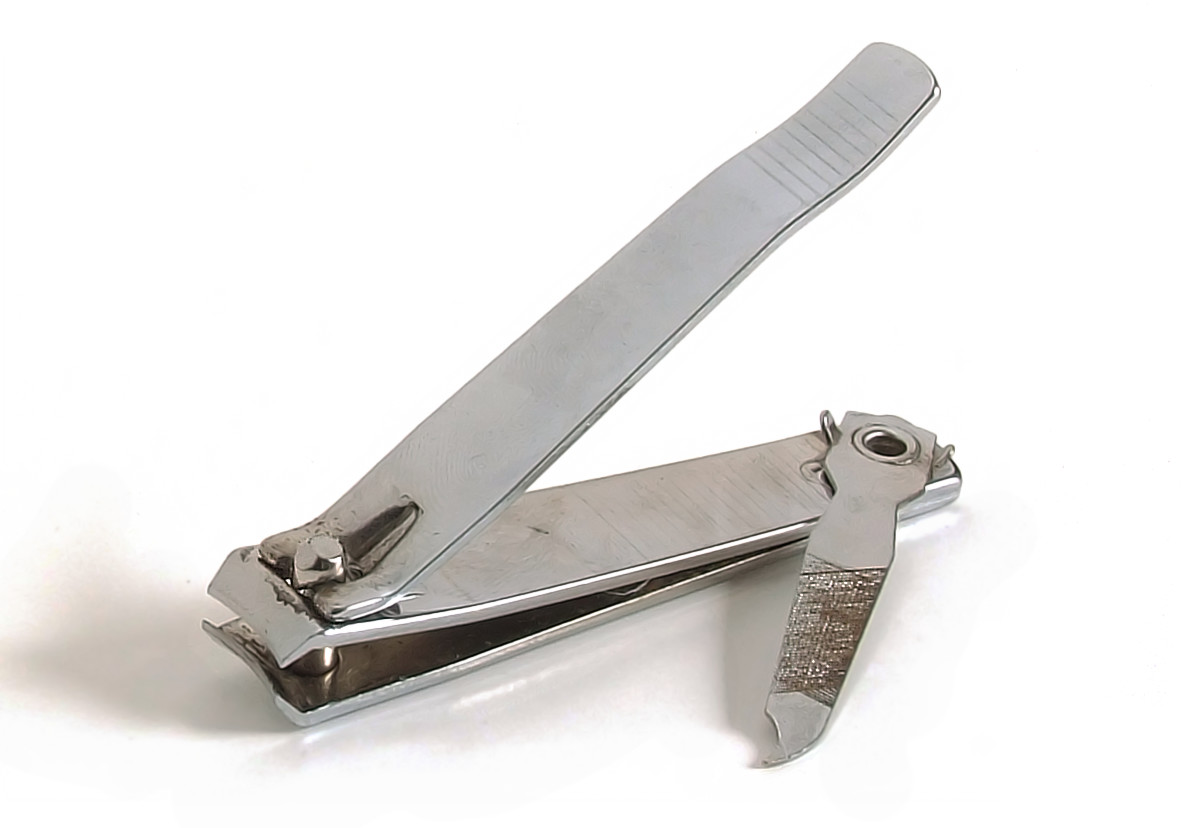
Tallaungles una forma senzilla de palanca composta

La palanca composta és una màquina simple que funciona amb la premissa que la resistència d’una palanca en un sistema de palanques actuarà com a força aplicada a la següent palanca i, per tant, la força final s’amplificarà d’una palanca a l’altra (sempre que la relació mecànica per a cada palanca sigui superior a un). Gairebé totes les balances utilitzen algun tipus de palanca composta per funcionar. Altres exemples inclouen els tallaungles i les tecles del piano.

## Guany mecànic
Un braç de palanca utilitza el fulcre per poder elevar la càrrega mitjançant la intensitat d'una força aplicada. A la pràctica, les condicions poden impedir l'ús d'una sola palanca per aconseguir el resultat desitjat, per exemple, un espai restringit, la ubicació inconvenient del punt d'aplicació de la força resultant o la longitud necessària del braç de palanca que sigui prohibitiva. En aquestes condicions s’utilitzen combinacions de palanques simples, anomenades palanques compostes. Es poden construir palanques compostes a partir de palanques de primer, segon i/o tercer ordre. En tots els tipus de palanca composta, la regla és que la força multiplicada pel braç de força és igual a la resistència multiplicada pel braç de la resistència. La sortida d’una palanca es converteix en l'entrada per a la següent palanca del sistema i, per tant, s’amplia el guany sempre que el guany d'ambdues palanques sigui > 1.
La figura de l'esquerra il·lustra una palanca composta formada a partir de dues palanques de primera classe, juntament amb una derivació breu de com es calcula el guany mecànic. Amb les dimensions indicades, el guany mecànic, W/F es pot calcular com 9 × 103 × 4 = 7,5, el que significa que una força aplicada de 2 lliures (o 1 kg) podria elevar un pes de 15 lliures (o 7,5 kg).
Alternativament, si la posició del punt de suport de la palanca AA ' es desplaça de manera que A1 = 4 unitats i A2 = 9 unitats, llavors el guany mecànic W/F es calcula com 4 × 99 × 4 = 1, el que significa que en aplicar la força aixecarà un pes equivalent i no hi ha cap guany mecànic. Aquest no sol ser l'objectiu d'un sistema de palanques compostes, tot i que en rares situacions la geometria pot adequar-se a un propòsit específic.

### Tallaungles

Força final = Esforç1 x 6

Les distàncies utilitzades en el càlcul del guany mecànic es mesuren perpendicularment a la força. En l'exemple d’un tallaungles a la imatge de la dreta (una palanca composta feta d’una palanca de classe 2 i una de classe 3), ja que l'esforç s’aplica verticalment (és a dir, no perpendicular a la palanca), es mesuren les distàncies amb els fulcres respectius, de forma horitzontal, en lloc de recórrer la palanca.

En aquest exemple, el guany W/F és (7 + 1) × 61 × (6 + 2) = 6. Cal tenir en compte que (7 + 1) cm = 8 cm és la distància que hi ha des del punt d’aplicació de l'esforç al fulcre de la primera palanca, perpendicular a l'esforç aplicat.

## Exemples

Palanca composta que tradueix el petit moviment d'una tecla del piano al cop ràpid i dur del martell a les cordes

Alguns exemples de la palanca composta són la balança, els frens dels trens i el tipus corrent de talla-caps. Un altre exemple és la premsa de colze, que s’utilitza per imprimir, la càrrega manual de projectils, per encunyar monedes i medalles i per punxar forats. Les balances compostes s'utilitzen també per poder pesar grans pesos. Tots ells utilitzen múltiples palanques per ampliar la força per poder assolir un propòsit específic. El fre del tren converteix la força exercida al fer retrocedir la palanca principal contra les palanques que freguen contra les rodes, utilitzant la fricció de les tapetes contra les rodes per frenar i parar el tren. Tots aquests casos, són aplicacions quotidianes de la palanca composta.
Una tecla de piano és una palanca composta de primera classe, ja que el fulcre es troba entre la resistència que cal vèncer i l'esforç aplicat. L’objectiu d’aquesta palanca és traduir un petit moviment (la pressió sobre la tecla) en un moviment més gran i ràpid del martell a contra les cordes. La qualitat del to resultant depèn de si és produït amb la velocitat final del martell, generat mitjançant un moviment gradual o bé sobtat de la tecla.

## Història

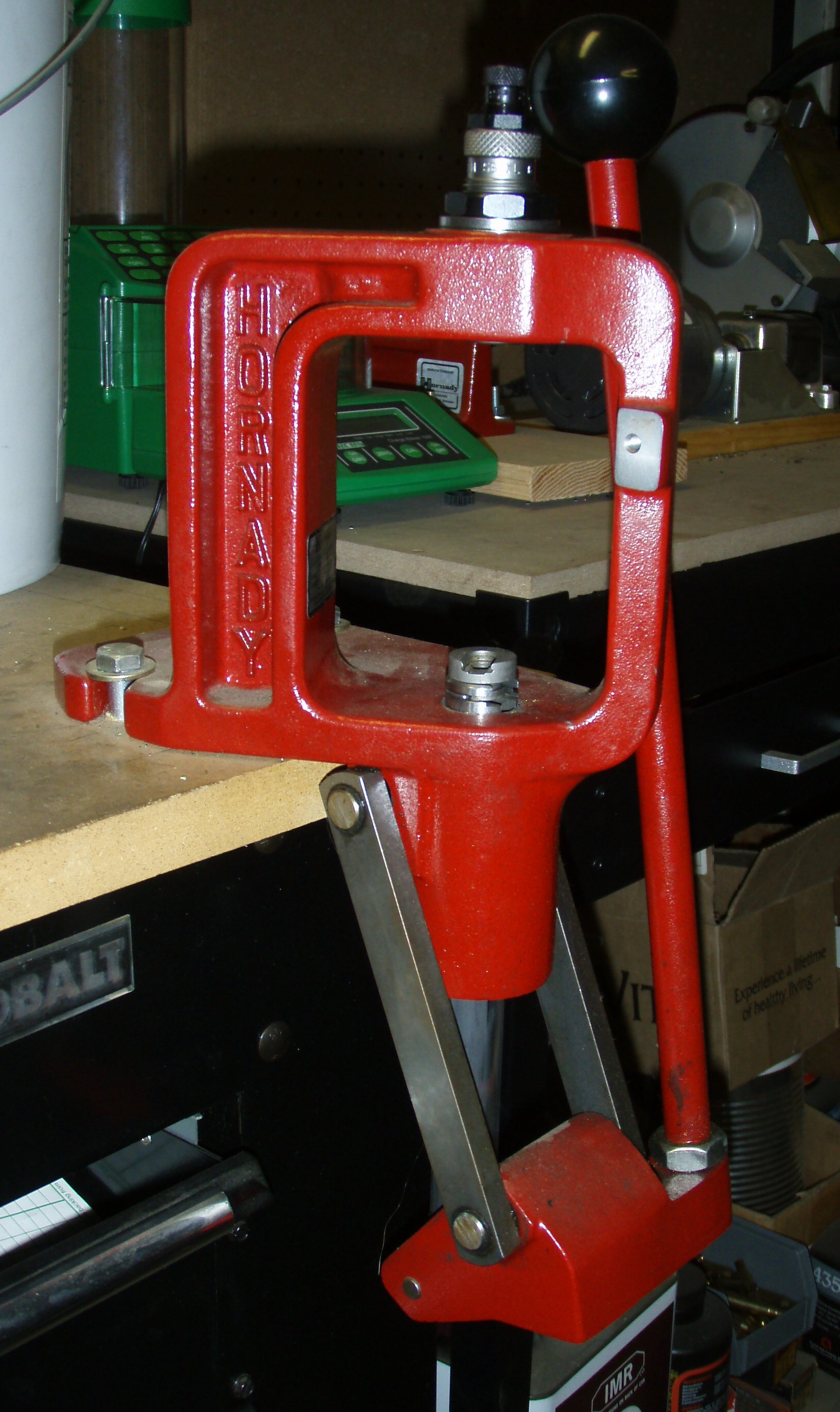
Una premsa que utilitza una palanca composta per reduir la força que l'operador ha d'aplicar, limitant l'acció a un recorregut relativament petit.

Els primers escrits sobre palanques datats del segle iii aC van ser proporcionats per Arquimedes. " Dona'm un lloc on recolzar-me i mouré la terra amb una palanca " és una observació atribuïda a Arquimedes, que va declarar formalment el principi matemàtic correcte de les palanques (citat per Pappus d'Alexandria).
La idea de la palanca composta s’atribueix a l’inventor de Birmingham John Wyatt el 1743, quan va dissenyar una màquina de pesar que utilitzava quatre palanques compostes per transferir una càrrega des d’una plataforma de pesada a una palanca central a partir de la qual es podia mesurar el pes.